# Đăng Thanh
Đăng Thanh (tên khai sinh là Nguyễn Đăng Thanh, sinh năm 1940) quê Ninh Bình, là nhà viết kịch Việt Nam, được tặng Giải thưởng Nhà nước về Văn học Nghệ thuật năm 2012.

## Tiểu sử
Đăng Thanh sinh năm 1940 tại thôn Hồng Thái, xã Khánh Trung, huyện Yên Khánh, tỉnh Ninh Bình.
Đăng Thanh tốt nghiệp loại giỏi Khoa sáng tác, Trường Đại học Sân khấu - Điện ảnh. Sau khi ra trường, ông lần lượt được giao trọng trách phó rồi Trưởng phòng văn nghệ, Phó Giám đốc Sở Văn hóa - Thông tin tỉnh Ninh Bình, tỉnh Hà Nam Ninh. Sau ngày tái lập tỉnh vào năm 1992, ông là Giám đốc Sở Văn hóa - Thông tin, Chủ tịch Hội Văn học Nghệ thuật tỉnh Ninh Bình cho đến khi về hưu vào năm 2000.
Ông là hội viên Hội Nghệ sĩ Sân khấu Việt Nam.

## Sự nghiệp
Đăng Thanh đến với con đường nghệ thuật khi chưa đầy 20 tuổi. Ông đã trải qua nhiều cương vị: diễn viên, đạo diễn, sáng tác. 
Sự nghiệp chính của ông là sáng tác. Ông là tác giả của trên 30 kịch bản sân khấu, rất nhiều tiểu phẩm, hoạt cảnh, kịch ngắn giành cho các nhà văn hóa, câu lạc bộ, đội văn nghệ các ngành, các địa phương. Nhiều kịch bản sân khấu của ông khi được các đoàn nghệ thuật dàn dựng, công diễn đã có không ít tác phẩm được tặng huy chương vàng tại các hội diễn khu vực, hội diễn toàn quốc.
Đăng Thanh đã 5 lần được tặng Huy chương vàng, 3 Huy chương bạc cùng nhiều danh hiệu nghệ thuật khác, 2 lần được tặng Giải thưởng văn học Nguyễn Khuyến, 5 lần được tặng giải thưởng Văn học Nghệ thuật Trương Hán Siêu và một số giải của Ủy ban toàn quốc Liên hiệp các hội Văn học Nghệ thuật Việt Nam, của Hội Nghệ sĩ Sân khấu Việt Nam.
Đăng Thanh được nhận Huy hiệu 30 năm tuổi Đảng, được Nhà nước tặng thưởng Huân chương kháng chiến chống Mỹ cứu nước hạng nhì.
Ông được tặng Giải thưởng Nhà nước về Văn học Nghệ thuật năm 2012 với cụm tác phẩm kịch bản sân khấu Nắng, gồm 04 kịch bản: Hoa Trường Sơn (chèo); Tình đất mẹ (chèo); Đất chuyển (kịch); Nắng (kịch). Đây là lần đầu tiên tỉnh Ninh Bình có một tác giả được tặng giải thưởng này.

## Tác phẩm chính

### Kịch bản sân khấu
- Hoa Trường Sơn
- Tình đất mẹ
- Đất chuyển
- Lý Thái Tổ dời đô
- Không được giết màu xanh,
- Nắng,
- Tiếng hát đại ngàn

## Vinh danh
- Giải thưởng Nhà nước về Văn học Nghệ thuật năm 2012